# Нулевой шифр
Нулевой шифр представляет собой древнюю форму шифрования (скрытого послания) внутри другого текста, при которой тайное послание не зашифровано, а по сути написано открытым текстом, но он смешивается с большим количеством материала и становится незаметен большинству читателей. Сегодня он рассматривается как простая форма стеганографии, которую можно использовать для скрытия текста в тексте.
Это одна из трёх категорий шифров, используемых в классической криптографии наряду с шифрами подстановки и шифрами транспозиции.
Как пример, поэт и писатель Рольф Хамфрис в 1939 году использовал нулевой шифр в своём стихе, напечатанном в газете. Поэт запомнился именно этой печально известной литературной шуткой. Когда его попросили внести свой вклад в поэзию в 1939 году, он написал 39 строк, содержащих акростих. Первыми буквами каждой строки было написано сообщение: «Николас Мюррей Батлер — лошадиная задница». Когда вскрылось тайное послание скрытое в тексте, редактор напечатал извинения, и Хамфрису запретили публикацию. Запрет был снят в 1941 году.